# Rhipidia (Rhipidia) seydeli
Rhipidia (Rhipidia) seydeli is een tweevleugelige uit de familie steltmuggen (Limoniidae). De soort komt voor in het Afrotropisch gebied.